# マッド・スライド・スリム
『マッド・スライド・スリム』(Mud Slide Slim and the Blue Horizon)は1971年に録音され発売されたアメリカのシンガー・ソングライター、ジェームス・テイラーの3枚目のスタジオ・アルバム。

## 発売と宣伝
1971年4月に発売されたアルバムには、テイラーのアメリカでの最大のヒットシングルとなるキャロル・キングのスタンダード曲「君の友だち」のカバーが収録されており、この曲は1971年7月31日にテイラーにとって唯一のビルボード・チャートの1位を獲得した。その一週間前に、アルバム自体もビルボードのアルバムチャートでの最高位となる2位に到達していた。このアルバムは、「君の友だち」のキングによるバージョンが収録されている当時の大ヒットアルバム『つづれおり』でチャートを席巻していたキングに首位を奪われたが、後にこの曲でテイラーがグラミー賞の最優秀男性ポップ・ヴォーカル・パフォーマンス賞を、キングが最優秀楽曲賞を受賞した。『マッド・スライド・スリム』はもう一つのトップ40ヒットである「遠い昔」を生み出したが、この曲はBillboard Hot 100で31位を記録した。これ以外の曲もコンサートでの定番となり、特に「目を閉じてごらん」がその代表格となった。

## 評論家の反応
| 遡及的な専門家によるレビュー                                 | 遡及的な専門家によるレビュー |
| レビュー・スコア                                             | レビュー・スコア             |
| 出典                                                         | 評価                         |
| ------------------------------------------------------------ | ---------------------------- |
| オールミュージック                                           | [ 2 ]                        |
| Christgau's Record Guide                                     | C+                           |
| MusicHound Rock                                              | 3/5                          |
| en:Rolling Stone Album GuidRolling Stone Album Guide         | [ 5 ]                        |
| en:Encyclopedia of Popular MusiEncyclopedia of Popular Music | [ 6 ]                        |

1971年のローリング・ストーン誌のレビューで、ベン・ガーソンはこのアルバムは最初の数回は「聴くのが退屈」であると述べているが、「一旦メロディーが沈み込み始め、このアルバムの存在意義が明らかになると、このアルバムの微妙な緊張感が現れ始める。そして、この時点でのこのアルバムを聴くのは心地よく、吸収されるようになるが、このアルバムにはその芸術的な主張の一部である、恐ろしいほどの倦怠感がある」としている。
ヴィレッジ・ヴォイス誌の評論家ロバート・クリストガウはテイラーのソングライティングにもっと批判的だった。「大成功のでほとんどの曲を無駄にしてしまい、彼は複雑な音楽に集中している」とクリストガウは書いており、その歌詞は「これまで以上に自涜的で、意識的にテーマを決定している逃避者だ。何から？あなたは不思議に思おうかもしれない。成功からだよ、かわいそうな奴だ。ブルース・シンガー達は経済的な必要性から路上生活を送っていたが、彼らはしばしばそれにはまり込んでおり、テイラーは中毒者であり、純粋で単純だ。「農場の屋敷」（彼はそこで何を育てているのだろうか、希望を持っているのだろうか）とホリデイ・インの間を行き来する生まれながらにして裕福なヌーボー・スターは、彼の平均的な古い実存的ジレンマが彼に自宅に電話するように強要する、彼の呪いである狡猾で自分を哀れむ声に値する。興味深く、複雑で、聞き取れない」と述べている。
2000年にこのアルバムは投票でコリン・ラーキンの『史上最高の1000枚のアルバム』の858番になった。

## 収録曲
特記あるものを除き、全曲ジェームス・テイラーの作詞作曲
サイド1
1. 「強きものは愛」"Love Has Brought Me Around" – 2:41
2. 「君の友だち」"You've Got a Friend" (キャロル・キング) – 4:28
3. 「過ぎ去ってしまった場所」"Places in My Past" – 2:01
4. 「ライディング・オン・ア・レイルロード」"Riding on a Railroad" – 2:41
5. 「兵士たち」"Soldiers" – 1:13
6. 「マッド・スライド・スリム」"Mud Slide Slim" – 5:20

サイド2
1. 「ジュークボックスの歌」"Hey Mister, That's Me up on the Jukebox" – 3:46
2. 「目を閉じてごらん」"You Can Close Your Eyes" – 2:31
3. 「マシン・ガン・ケリー」"Machine Gun Kelly" (ダニー・コーチマー) – 2:37
4. 「遠い昔（英語版）」"Long Ago and Far Away" – 2:20
5. 「レット・ミー・ライド」"Let Me Ride" – 2:42
6. 「ハイウェイ・ソング（英語版）」"Highway Song" – 3:51
7. 「なつかしきわが家」"Isn't It Nice to Be Home Again" – 0:55

## パーソネル
- ジェームス・テイラー – リードボーカル、バッキングボーカル(1, 2, 9-12)、アコースティックギター(1, 2, 4-11, 13)、ピアノ(3, 12)
- ダニー・コーチマー – エレクトリックギター(1, 6, 11)、アコースティックギター(2, 9)、ギター(3)、コンガ(9, 10, 11)
- ジョン・ハートフォード（英語版） – バンジョー(4)
- キャロル・キング – ピアノ(1, 4-7, 10, 12)
- ケヴィン・ケリー – アコーディオン(3)、ピアノ(11)
- リーランド・スカラー – ベースギター(1-7, 10, 11, 12)
- ラス・カンケル – ドラムス(1-7, 9-12)、コンガ(1, 2, 6, 11)、カウベル(1)、シンバル(1)、カバサ(2)、タンバリン(9)
- ピーター・アッシャー – タンバリン(1)、バッキングボーカル(9, 12)
- リチャード・グリーン（英語版） – フィドル(4)
- ザ・メンフィス・ホーンズ（英語版） – 金管および金管編曲(1, 11)
  - アンドリュー・ラヴ（英語版） – テナーサクソフォーン
  - ウェイン・ジャクソン（英語版） – トランペット
- ジョニ・ミッチェル – バッキングボーカル(1, 2, 10)
- ケイト・テイラー – バッキングボーカル(11, 12)

### 制作
- プロデューサー – ピーター・アッシャー
- エンジニア – リチャード・サンフォード・オーショフ
- アート・ディレクション – エド・スラッシャー
- ライナー・アートワーク – ローリー・ミラー
- カバー写真 – イーサン・ラッセル

## チャート

### 週間チャート
| チャート(1971年)                   | 順位 |
| ---------------------------------- | ---- |
| カナダ『RPM』アルバムチャート      | 4    |
| ノルウェイ・アルバムチャート       | 17   |
| 全英アルバムチャート               | 4    |
| 全米「ビルボード」トップLP＆テープ | 2    |

### 年間チャート
| チャート(1971年)               | 順位 |
| ------------------------------ | ---- |
| 全米ビルボード・ポップアルバム | 27   |

## 認定
| 国/地域                    | 認定        | 認定/売上数 |
| -------------------------- | ----------- | ----------- |
| アメリカ合衆国 (RIAA)      | 2× Platinum | 2,000,000^  |
| ^ 認定のみに基づく出荷枚数 |             |             |